# Jin Yong-sik
Jin Yong-sik (ur. 4 lipca 1978) – koreański niepełnosprawny kolarz. Medalista Letnich Igrzysk Paraolimpijskich w Pekinie w 2008 roku.

## Medale Igrzysk Paraolimpijskich

### 2008
- - Kolarstwo - bieg pościgowy indywidualnie - CP 3
- - Kolarstwo - trial na czas - CP 3